# Pinus sondereggeri
Pinus sondereggeri là một loài thực vật hạt trần trong họ Pinaceae. Loài này được H. H. Chapm. mô tả khoa học đầu tiên..